# Lequilum
Lequilum är en ort i Mexiko.   Den ligger i kommunen Ocosingo och delstaten Chiapas, i den sydöstra delen av landet, 800 km öster om huvudstaden Mexico City. Lequilum ligger 854 meter över havet och antalet invånare är 133.
Terrängen runt Lequilum är varierad. Runt Lequilum är det glesbefolkat, med 16 invånare per kvadratkilometer. Närmaste större samhälle är Ocosingo, 9,2 km väster om Lequilum. I omgivningarna runt Lequilum växer i huvudsak städsegrön lövskog.